# Théodore Choumnos
Théodore Choumnos est un dignitaire byzantin de la fin du XIIe siècle, actif sous les règnes d'Andronic Ier Comnène (1183-1185) et Isaac II Ange (1185-1195). Il est notamment le chartulaire de l'Empire.

## Biographie
Théodore Choumnos appartient à la famille des Choumnos qui fait partie de la haute aristocratie byzantine depuis quelques décennies. Déjà chartulaire sous la régence d'Alexis II Comnène (1180-1183), il écrit des lamentations quand le corps du jeune empereur est jeté à la mer au moment de l'usurpation d'Andronic Ier. Il reste un dignitaire important sous le règne de celui-ci, malgré l'importante épuration politique qui intervient à ce moment. Particulièrement influent, il est accusé de détournements de fonds par des marchands de Pise. Il s'oppose aussi à des mesures économiques mais est l'un des plus fidèles soutiens d'Andronic quand celui-ci fait face à l'invasion des Normands en 1185. Faisant partie des généraux engagés pour défendre Thessalonique, il est le seul à faire face aux envahisseurs et tente de les attaquer alors qu'ils sont aux prisés avec la garnison assiégée dirigée par David Comnène. Finalement, il est vaincu et doit se replier. Il refuse aussi de procéder à l'enregistrement des exemptions fiscales de l'Hellade qui lui sont transmises par le nouveau gouverneur, Nicéphore Prosuchos. Certainement estime-t-il le coût trop élevé pour le trésor impérial.
Quand Andronic est renversé en septembre 1185 par Isaac II Ange, Théodore Choumnos survit à nouveau au changement de régime, même s'il n'est plus à la tête de l'administration fiscale. Il dirige notamment victorieusement une armée contre un prétendant au trône, qui se fait passer pour Alexis II en Paphlagonie. Il continue d'être impliqué dans des relations conflictuelles avec les marchands italiens et emprisonne Syméon Musonus, un Génois accusé d'avoir interféré avec le transport d'une ambassade musulmane à Constantinople. Il fait alors partie des dignitaires impériaux accusés d'enrichissement personnel dans un contexte de corruption endémique, aux côtés notamment du mégaduc Michel Stryphnos,. En 1193, il détient le titre de chartulaire de l'étable.

## Sources
- (en) Charles M. Brand, Byzantium confronts the West : 1180-1204, Harvard University Press, 1968.
- (en) Nicétas Choniatès (trad. Harry Magoulias), O City of Byzantium, Annals of Niketas Choniatēs, Wayne State University Press, 1984 (ISBN 0-8143-1764-2)